# WDL Luftschiffgesellschaft

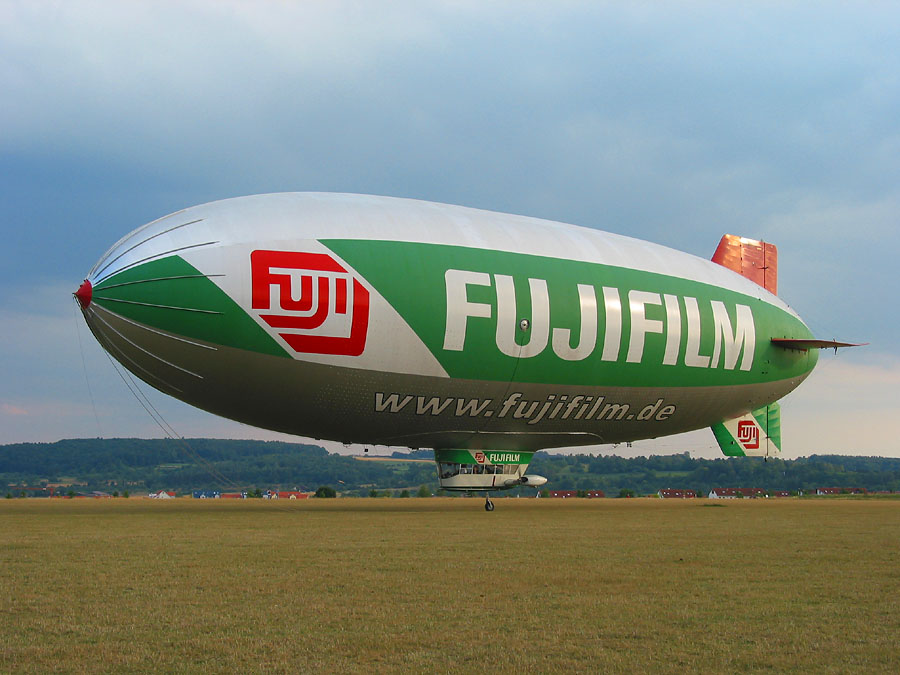
Ein WDL-Luftschiff

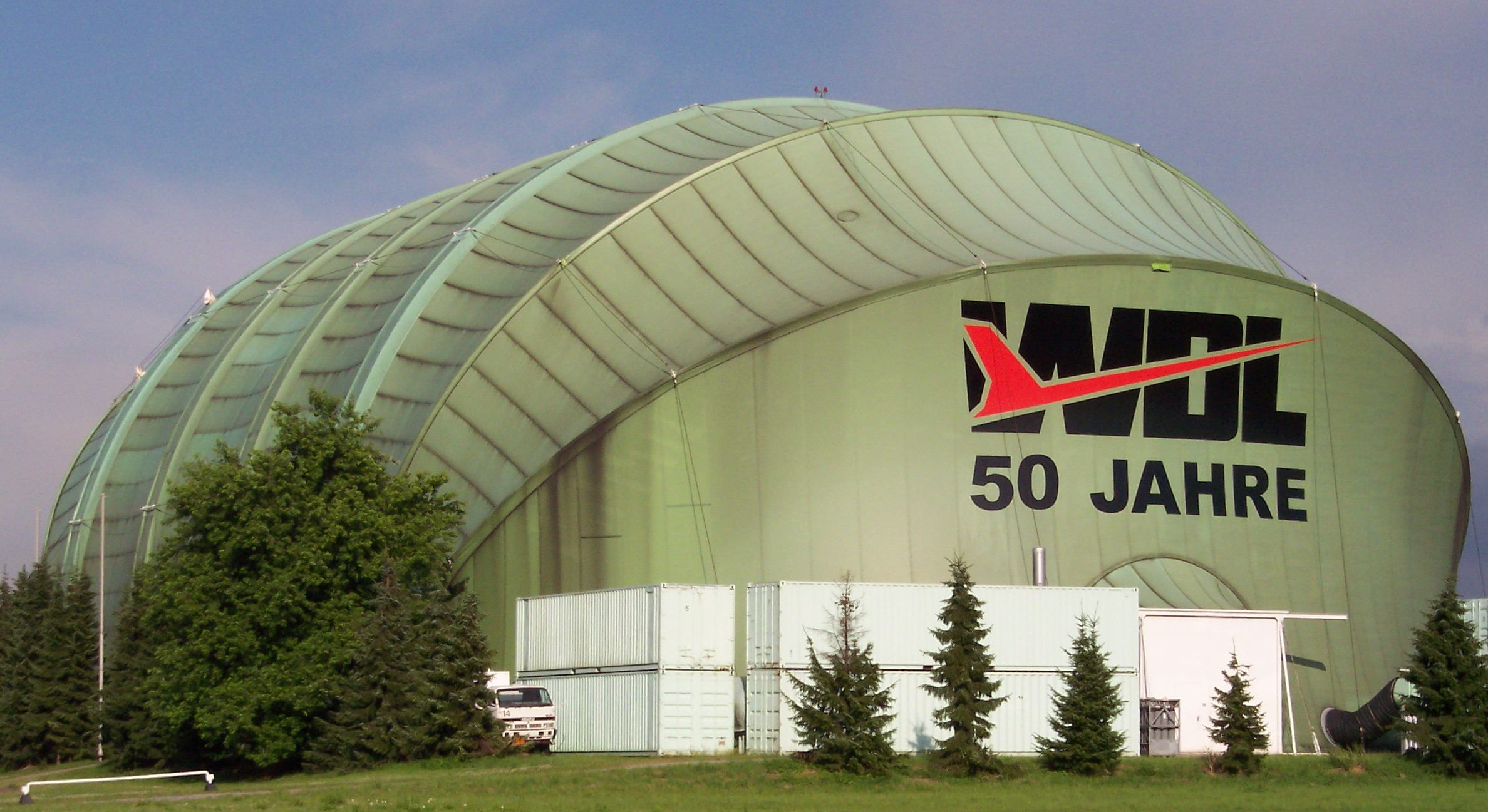
Textil bespannte Luftschiffhalle der WDL in Mülheim

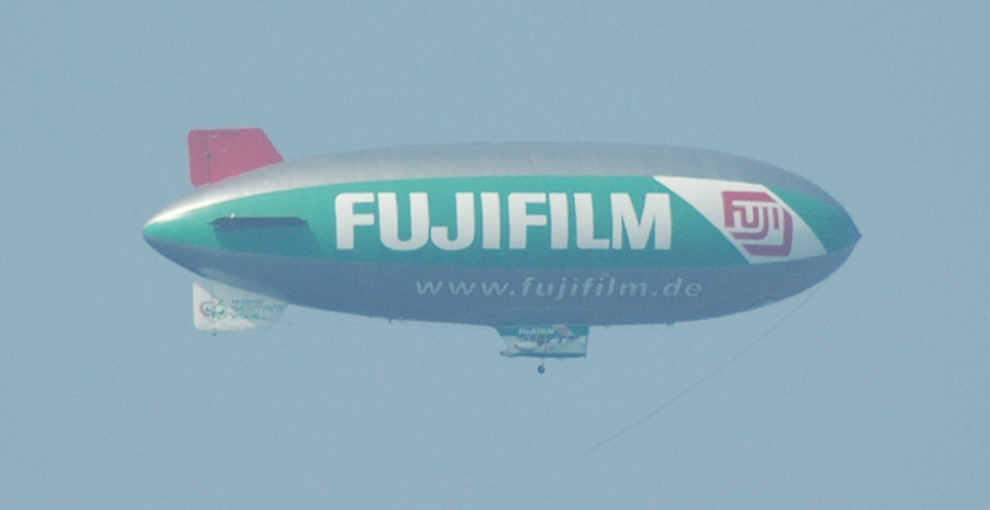
WDL-Fuji-Blimp

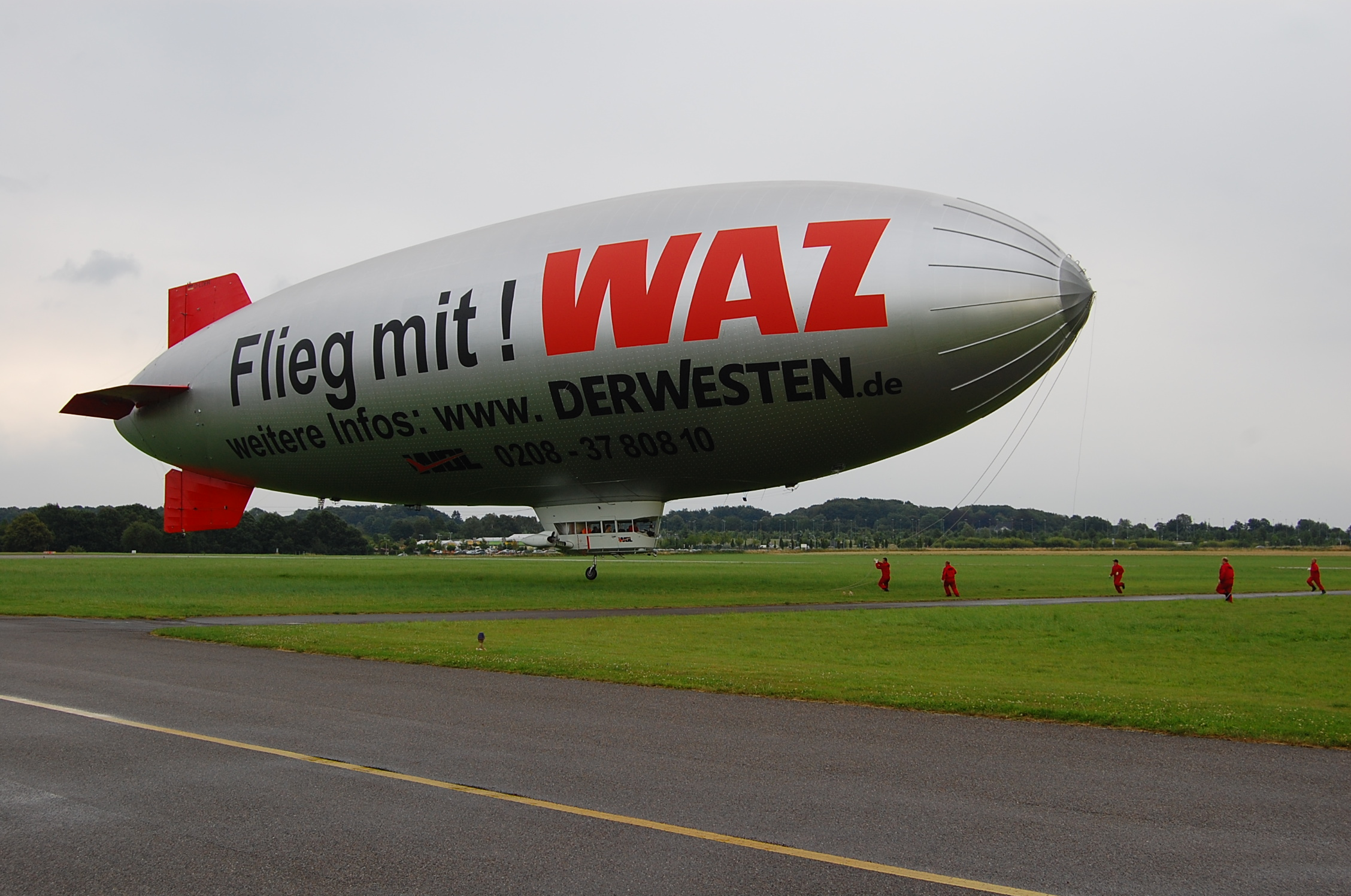
WDL-WAZ-Blimp

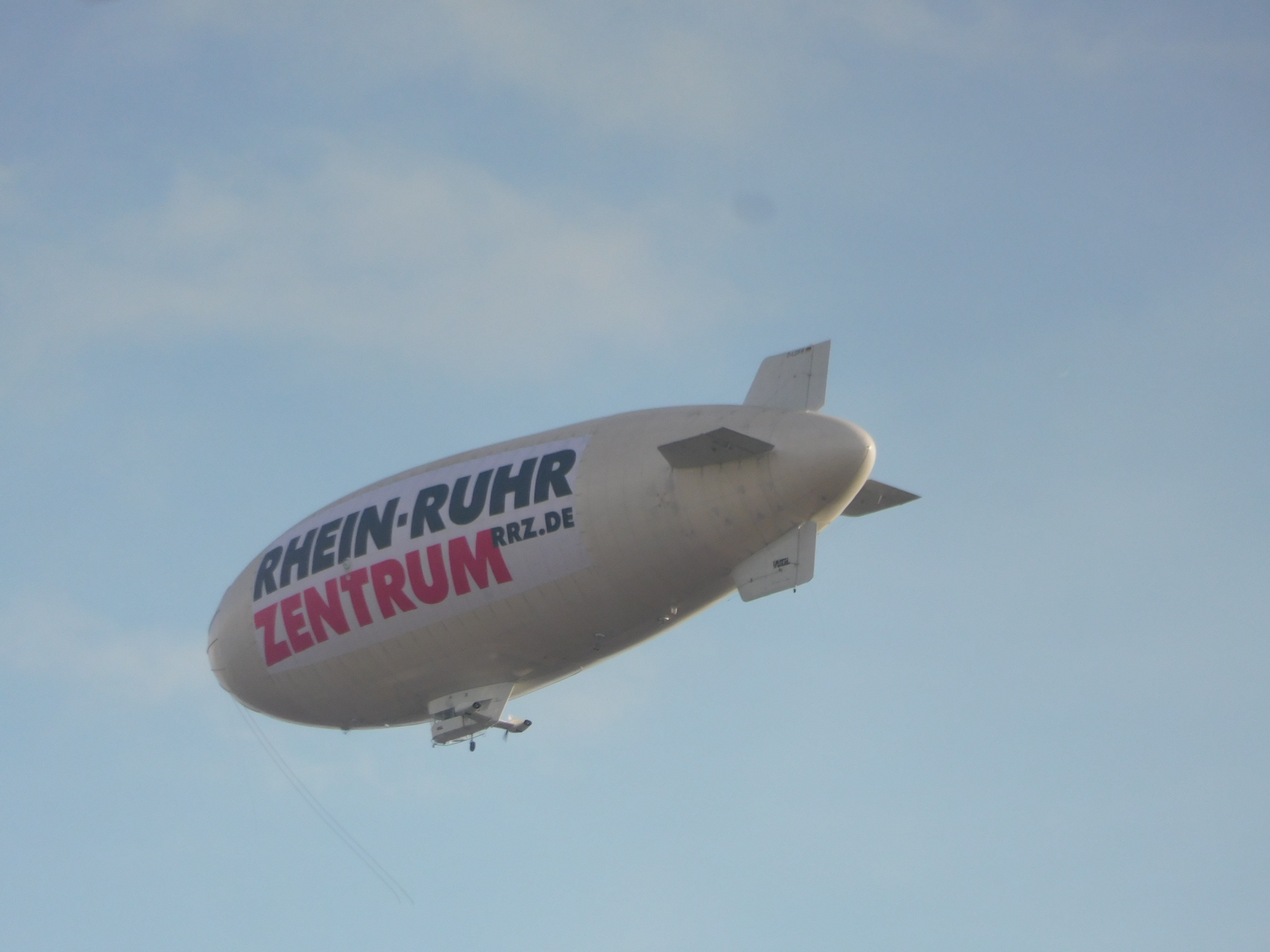
WDL-Rhein-Ruhr-Zentrum-Blimp

Das Unternehmen WDL Luftschiffgesellschaft mbH ist eine Tochtergesellschaft der WDL-Gruppe, die Prallluftschiffe konstruiert und betreibt. Es wurde im Jahr 1972 gegründet. Hauptstandort des Unternehmens ist der Verkehrslandeplatz Essen/Mülheim von dem aus das Unternehmen Luftwerbung betreibt und Touristikflüge anbietet.
Seit dem Gründungsjahr des Unternehmens wurden bis 2003 zwölf Luftschiffe konstruiert, welche im In- und Ausland bei fremden und dem eigenen Werbeunternehmen zum Einsatz kamen.

## Geschichte

### Entstehungsgeschichte und Meilensteine des Flugbetriebs
Das wasserstoffgefüllte Prallluftschiff D-LEMO, im Einsatz für die Firma Braun, war das erste Luftschiff, mit dem WDL im Spätsommer 1969 Erfahrungen sammeln konnte. Daraus entstand der Wunsch des WDL Inhabers, des Kaufmanns Theodor Wüllenkemper aus Mülheim/Ruhr, ein größeres heliumgefülltes Luftschiff zu bauen.
Das erste Luftschiff des Typs WDL 1 D-LDFM stieg am 12. August 1972 zu seinem Jungfernflug auf. Dieses Luftschiff wurde zunächst als Werbeträger der Wicküler-Brauerei, Wuppertal unter dem Namen „Der fliegende Musketier“ verwendet. Gleichzeitig wurde bereits ein zweites Luftschiff für den Verkauf nach Japan gefertigt. Trotz eines schweren Sturms im November 1972, bei dem die Luftschiffhalle und zwei darin befindliche Schiffe zerstört wurden, baute der Inhaber alles wieder auf.
1976 wurden mit WDL 1 Frachttransporte nach Westafrika durchgeführt. Sie waren Teil der damaligen Entwicklungshilfeprojekte. Ein kritischer Artikel im Spiegel 1989 sieht, dass 5 Mio. DM an Steuergeld „in den Steppensand gesetzt“ wurden.
Seit 1988 wird der Nachfolgetyp WDL 1B gefertigt.
Anfang der 1990er Jahre wurde durch die WDL eine Konzeptstudie erstellt, innerhalb welcher ein Luftschiff mit einer Kapazität von 16 Passagieren eruiert wurde. Die Studie kam jedoch nie über das Projektstadium hinaus.
Im Jahr 1993 erhielt die WDL erstmals eine US-amerikanische Flugzulassung.
Laut Herstellerwebseite waren Anfang 2005 vier Luftschiffe im weltweiten Einsatz. WDL besitzt auf dem Flugplatz Essen-Mülheim eine große Zelthalle, die als Winterquartier für zwei Luftschiffe dient. Diese Halle hat die Ausmaße von 90 m Länge, 46 m Breite und 26 m Höhe. Darüber hinaus besitzt WDL zwei Flugzeughallen.
Ende 2006 gab Fujifilm, einer der Hauptkunden von WDL, seine Werbung auf Luftschiffen (auch international auf allen anderen Luftschiffen) auf. Begründet wurde die Entscheidung mit einer neuen Ausrichtung des Unternehmens sowie einer anderweitigen Verwendung des Werbeetats.
Die letzten Rundflüge mit Fujifilm-Aufdruck wurden vom 1. bis 30. Juli 2006 vom Flughafen Essen-Mülheim aus unternommen.
Seit 2009 trägt das Luftschiff den Aufdruck der WAZ-Mediengruppe und es können wieder Rundflüge unternommen werden.
Nachdem das Luftschiff im Juni 2014 bei einem Sturm fast vollständig zerstört worden war, wurde es wiederaufgebaut. Die neue Hülle von Ballonbau Wörner in Augsburg mit einem Heliumvolumen vom 6700 m² wurde am 26. Mai 2015 angeliefert. Sie ist 59,75 m lang und 19,30 m hoch.

### Unfälle
- Ende Mai 1994 ereignete sich in Gießen ein Unfall, bei dem zwei Menschen tödlich verunglückten. Beim Landeanflug eines WDL-1B Luftschiffes auf einen regionalen Segelflugplatz wurde das Schiff durch eine Windböe übermäßig beschleunigt und drohte mit dem Boden zu kollidieren, woraufhin der Pilot den Landeversuch abbrach und durchstartete. Die zehn Personen umfassenden Bodenmannschaft hatte zu diesem Zeitpunkt jedoch schon versucht, das Luftschiff einzufangen. Acht Personen hatten hierzu bereits die am Luftschiff befestigten Landeseile ergriffen. Der Leiter der Bodenmannschaft sowie ein weiterer Mitarbeiter waren auf Höhe der Luftschiffgondel. Nachdem der Luftschiffpilot durchgestartet war, ließen die acht Personen die Seile los. Aus unerklärlichen Gründen klammerten sich jedoch die beiden Personen an der Gondel fest und wurden über 100 m mit dem Luftschiff in die Höhe gerissen und stürzten daraufhin in den Tod. Beim zweiten Landeversuch konnte der Luftschiffpilot das Luftschiff sicher landen.[11]
Ähnliche Unfälle haben sich auch bei anderen Luftschiffen ereignet, z. B. USS Akron oder LZ 120 (siehe auch: Liste von Zwischenfällen mit Luftschiffen).
- Während eines Unwetters am 9. Juni 2014 wurde das WDL Blimp fast vollständig zerstört. Das Luftschiff war während des Orkans am Mast befestigt, überschlug sich dann aber durch zu starken Wind.[12]

## WDL-1

### Technische Daten
| Kenngröße                 | Daten                                         |
| ------------------------- | --------------------------------------------- |
| Generelle Charakteristika |                                               |
| Baujahr:                  | 1972                                          |
| Länge:                    | 58 m                                          |
| Durchmesser/max. Breite:  | 14,3 m                                        |
| Höhe:                     | 18,4 m                                        |
| Volumen:                  | 6.429 m³                                      |
| Antriebseinheiten:        | 2 × Continental 6-Zylindermotor mit je 154 kW |
| max. Flughöhe:            | 1.800 m                                       |
| Höchstgeschwindigkeit:    | 90 km/h                                       |
| Reisegeschwindigkeit:     | 80 km/h                                       |
| Auftrieb:                 | 6.300 kg                                      |
| Leergewicht:              | 4.800 kg                                      |
| freie Nutzlast:           | 241 kg                                        |
| Gondel                    |                                               |
| Länge:                    | 7,6 m                                         |
| Breite:                   | 1,6 m                                         |
| Höhe:                     | 2 m                                           |
| Kapazität:                | 8 Passagiere                                  |

## WDL-1B

### Entstehungsgeschichte und Hintergründe
Die Luftschiffe können über ein großes Lampenfeld (33 × 8 m mit 9000 Lampen als Pixel) nachts Leuchtschriften und Animationen am Himmel präsentieren.

### Technische Daten
| Kenngröße                          | Daten                                                                                                  |
| ---------------------------------- | --- |
| Baujahr:                           | 1988                                                                                                   |
| Systempreis:                       | 5 Mio. €                                                                                               |
| Besatzung:                         | 1 Pilot                                                                                                |
| Kapazität                          | 7 Passagiersitze                                                                                       |
| Notwendiges Bodenpersonal:         | 18 Personen                                                                                            |
| Länge:                             | 60 m                                                                                                   |
| Durchmesser/max. Breite:           | 16,4 m                                                                                                 |
| Höhe:                              | 19,3 m                                                                                                 |
| Hüllenvolumen:                     | 7.200 m³                                                                                               |
| Ballonettvolumen und -Anteil:      | 1.975 m³ (27 %) – drei: vorne, Mitte, hinten                                                           |
| Hüllenmaterial und -eigenschaften: | mehrlagiges und zweiseitig beschichtetes Gewebe; Festigkeit von 4.000 daN/m; Lebensdauer rund 20 Jahre |
| Antriebseinheiten:                 | 2 × Continental-Motoren mit je 154 kW                                                                  |
| max. Flughöhe:                     | 1.800 m                                                                                                |
| Höchstgeschwindigkeit:             | 105 km/h                                                                                               |
| Reisegeschwindigkeit:              | 65 km/h                                                                                                |
| Reichweite:                        | 1.680 km                                                                                               |
| Missionsdauer                      | 22 h                                                                                                   |
| max. Zuladung / Nutzlast:          | 1.300 kg (allgemein) 1.900 kg (inkl. Lampenfeld)                                                       |

## Sonstiges
- Im Jahr 1998, als der Luftschiffbau mit den Unternehmen Zeppelin Luftschifftechnik und Cargolifter AG eine Renaissance zu erleben schien, erstellte die WDL eine ausführliche Studie zu den Grenzen und Möglichkeiten des Luftschiffbaus. Kritisiert wurde insbesondere, dass Luftschiffe mit einer Länge über 60 m nur sehr schwer eine Fluggenehmigung erhalten würden, nur auf wenigen Flächen landen und auch erhebliche Probleme mit Seitenwinden haben dürften. Das Unternehmen WDL beurteilte dementsprechend die Erfolgschancen für den Bau eines Zeppelin NT und des Cargolifter CL160 sehr gering.[15]
- Bei einem Einsatz in Japan, bei welchem ein WDL Luftschiff am Landemast Schneefall ausgesetzt war, griff das Unternehmen und die Bodencrew zu einer unkonventionellen Methode: Mit warmem Wasser wurde der Schnee von den Luftschiffen gewaschen.[16]
- Arnold Beier, langjähriger Geschäftsführer der WDL Luftschiff Gesellschaft, äußerte sich auch im Jahr 1999 zu den Erfolgschancen der Cargolifter AG. Zwar war er der Grundidee nicht abgeneigt, jedoch wies er schon frühzeitig auf zwei gravierende Problemfelder hin. Einerseits verdeutlichte er, dass das geplante Cargolifter-CL160-Luftschiff immense Probleme bei Schneefall bekommen könnte. Andererseits zeigte Beier auf, dass das Gasmanagement und die „Bedruckung“ eines mit 450.000 m³ Helium gefüllten Luftschiffs immense Probleme bereiten könne; insbesondere dann, wenn sich die Strahlungsintensität der Sonne und damit die Umgebungstemperatur ändern würde, sei es vorstellbar, dass sich die Auftriebskräfte rapide verändern würden. In einem Gespräch mit der Zeitung Die Zeit äußerte er sich zu diesen Problemen folgendermaßen: Wenn die Sonne die Hülle des Cargolifters nur um ein Grad aufheizt, gibt es durch die Ausdehnung des Heliums einen zusätzlichen Auftrieb von 1,8 Tonnen. Und das passiert besonders dann, wenn das Luftschiff steht und nicht vom Fahrtwind gekühlt wird. Zur Schneeproblematik merkte er an: Ein weiteres Problem taucht auf, wenn es schneit. Man stelle sich vor, was mit einem solchen Luftschiff bei den Schneefällen Mitte Februar passiert wäre. Da kommen ungeheure Lasten zusammen.[16]